# Greenwood (Nebraska)
Greenwood és una població dels Estats Units a l'estat de Nebraska. Segons el cens del 2000 tenia 544 habitants.

## Demografia
Segons el cens del 2000, Greenwood tenia 544 habitants, 215 habitatges, i 153 famílies. La densitat de població era de 538,6 habitants per km².
Dels 215 habitatges en un 31,2% hi vivien nens de menys de 18 anys, en un 55,8% hi vivien parelles casades, en un 10,2% dones solteres, i en un 28,4% no eren unitats familiars. En el 22,3% dels habitatges hi vivien persones soles el 8,8% de les quals corresponia a persones de 65 anys o més que vivien soles. El nombre mitjà de persones vivint en cada habitatge era de 2,53 i el nombre mitjà de persones que vivien en cada família era de 2,94.
Per edats la població es repartia de la següent manera: un 26,8% tenia menys de 18 anys, un 6,8% entre 18 i 24, un 30,3% entre 25 i 44, un 24,4% de 45 a 60 i un 11,6% 65 anys o més.
L'edat mediana era de 37 anys. Per cada 100 dones de 18 o més anys hi havia 101 homes.
La renda mediana per habitatge era de 43.194 $ i la renda mediana per família de 47.500 $. Els homes tenien una renda mediana de 35.417 $ mentre que les dones 21.375 $. La renda per capita de la població era de 18.995 $. Aproximadament el 0,6% de les famílies i el 6,3% de la població estaven per davall del llindar de pobresa.

## Poblacions més properes
El següent diagrama mostra les poblacions més properes.